# 陳永峰
陳永峰（チン エイホウ ）は東海大学 (台湾)の学者。日本文化、日台関係、国際政治学などを専門領域としている。文明の生態史観の中国語版の翻訳者でもある。

## 台湾の文化、国家的位置づけ
一般財団法人 アジア太平洋研究所の研究発表において、「日本人は自らをよく「海洋国家」、「通商貿易国家」と呼ぶ。地政学的に言うと、台湾も日本と同じく島国で、同じく貿易立国でないといけない。」「しかし、台湾人は、自分たちがどのような国家であるか、あるいはどのようなタイプの国家であるかについては、あまり関心がない。そもそも自分を説明しようとすることもあまりない。」と述べている。これは台湾が「国民＝Nation」、「国家＝State」として確立されていないことが要因である。また、「台湾人の商人的性格」は、台湾へ移民を送り出した福建や広東の地方文化と深く関連しており、台湾を「海洋中華世界」と規定している。

## 日本と台湾のコロナ対策について
新型コロナウイルス感染症の世界的流行 (2019年-)について、日本も台湾も感染症の水際対策が取り易い「島国」であるにもかかわらず日本が中国人の入国制限を早々に行うことができなかったのは不思議であったとし、台湾がより防疫で優位だったことに関し、台湾と日本の違いは「緊急事態時の意思決定」のシステムの問題であり、日本の行政は緊急事態になった場合も「平時のシステム」のままで動いていたことが問題であるとした。
台湾はデジタル担当の唐鳳を大臣にし、デジタル技術を使ったマスク配布システムの開発を行ったが、日本では得意とする政策分野を考慮せず、単に当選回数が多いだけの「使えないベテラン国会議員」を専門外の大臣ポストに就けることが問題であるとも指摘している。